# Murder by Numbers
Murder by Numbers (titulada Cálculo mortal en Hispanoamérica y Asesinato...1-2-3 en España) es un thriller estadounidense filmado en el estado de California. Escrito por Tony Gayton y dirigido por Barbet Schroeder. Protagonizado por Sandra Bullock, Ryan Gosling y Michael Pitt, con Agnes Bruckner, Chris Penn y Ben Chaplin interpretando personajes secundarios. La película fue producida por Schroeder/Hoffman Productions y estrenada el 19 de abril de 2002 en Norteamérica por Warner Bros.. El argumento se centra en Cassie Mayweather, una agente de policía que tendrá que enfrentarse a un extraño asesinato tras el que se esconden dos alumnos del instituto local que quieren realizar el crimen perfecto.
El rodaje se llevó a cabo entre febrero y mayo de 2001. La cinta recibió comentarios mixtos por parte de la prensa cinematográfica, señalando que la historia no aporta nada nuevo y que hay similitudes con la serie de televisión CSI. La interpretación de Bullock fue bien recibida por los críticos. Acumuló más de $56 millones de USD tras su exhibición en cines de todo el mundo, superando apenas su presupuesto de $50 millones. La actriz protagonista además ejerce como productora ejecutiva. Fue presentada en el Festival de Cine de Cannes fuera de competición.

## Argumento
Richard Haywood, un estudiante de secundaria rico y popular, se reúne de forma secreta en una casa abandonada junto al acantilado con otro compañero de su clase, el brillante Justin Pendelton. Los conocimientos forenses de Justin les permiten planificar asesinatos perfectos como una perversa forma de entretenimiento. En una de esas reuniones, mientras fuman y beben absenta, deciden cometer un asesinato para saber qué se siente y probar que el crimen perfecto es posible. Los jóvenes matan a una mujer al azar y tratan de que el conserje de la escuela, y proveedor de drogas de Richard, parezca el culpable.
Cuando el cuerpo es encontrado por la policía el caso es asignado a la veterana agente Cassie Mayweather y a su nuevo compañero Sam Kennedy, que proviene de la brigada de antivicio. Ambos se compenetran bien en el trabajo y finalmente una noche acaban teniendo un encuentro sexual en casa de la detective. Durante la investigación encuentran las huellas de unas botas que pertenecen a Richard, que tiene coartada. Después de conocer a Richard la agente se obsesiona con la idea de que él es el asesino, lo que desagrada a su jefe y al ayudante del fiscal Al Swanson, ya que el padre del joven es un importante contribuyente.
Justin coloca falsas pruebas en el cuerpo de la víctima, un pelo de un mandril y restos de una alfombra, con la finalidad de implicar a Ray Feathers, el conserje de la escuela. Sam acude a casa del conserje, encontrándolo muerto, y todas las pruebas indican que él ha sido el asesino, ya que tiene un babuino escondido y las fibras encontradas en el cadáver coinciden con las de la alfombra que tiene en su casa. Sam y Cassie se distancian en sus conclusiones sobre el asesinato, ya que él cree que está resuelto y ella mantiene que Richard es el asesino. Por otro lado, el jefe de Cassie le prohíbe seguir con la investigación.
Sin embargo ella seguirá intentando demostrar que ambos adolescentes son amigos, aunque ellos traten de aparentar lo contrario. Cassie consigue fotografiarlos a la salida de un restaurante, pero Richard la descubre y trata de intimidarla. Ambos forcejean y Cassie golpea a Richard en la cabeza con la puerta de su coche de forma accidental. Acto seguido el joven dice que la detective le atacó y el jefe de policía decide que Cassie necesita un psiquiatra. Justin se siente atraído por una compañera de clase, Lisa Mills, algo que no agrada a Richard, que trata de distanciarlos acostándose con ella antes que su amigo. Por su parte Sam empieza a creer que su compañera está en lo cierto y comienza a investigar por su cuenta. Utilizando el incidente ocurrido con Lisa ambos son llamados a declarar en la comisaría de la policía local.
Los agentes están convencidos de que ellos fueron los asesinos, pero no saben cuál de los dos ejecutó el asesinato. Los abogados de ambos impiden que Cassie y Sam puedan seguir con el interrogatorio y son puestos en libertad. Justin se dirige a casa de Lisa y le confiesa toda la verdad sobre el asesinato. Seguidamente Lisa decide llamar a la policía e informarles del lugar donde se reúnen Richard y Justin. Cassie se dirige hasta allí y los encuentra con la intención de suicidarse. Justin se rinde pero Richard dispara a la agente e intenta huir. Ella le persigue y acaban forcejeando en un inestable balcón, Richard trata de estrangularla pero ella logra evitarlo. Superando el abuso de Carl hacia ella, Cassie tira a Richard del balcón a su muerte. Justin agarra a Cassie, que está colgada en el borde del balcón, y la empuja hacia la casa.
Cassie le asegura a Justin que intercederá en su nombre, ya que él era un inocente engañado, manipulado por el despiadado Richard. Luego nota una marca en su cuello causada por el gran anillo de Richard, y se da cuenta de que el cuello de la mujer muerta no tenía una marca similar. Ante la evidencia, Justin confiesa que estranguló a la víctima, demostrando su "coraje" a Richard, y es arrestado.
Cassie enfrenta sus miedos y entra a la sala para testificar en la audiencia de libertad condicional de Carl. El alguacil la llama al estrado por su nombre legal: Jessica Marie Hudson.

## Reparto
- Sandra Bullock como Cassie Mayweather, una detective de homicidios que tratará de resolver el asesinato llevado a cabo por los dos jóvenes.
- Ryan Gosling como Richard Haywood, un estudiante guapo y arrogante que planea el crimen perfecto junto a Justin.
- Michael Pitt como Justin Pendelton, un inteligente y reservado estudiante que planea el crimen perfecto junto a Richard.
- Agnes Bruckner como Lisa Mills, compañera de clase de Richard y Justin.
- Chris Penn como Ray Feathers, conserje del colegio y conocido de Richard.
- Ben Chaplin como Sam Kennedy, el nuevo compañero de Cassie que tratará de resolver el caso junto a ella.
- R.D. Call como Rod Cody, el jefe de Cassie y Sam en el FBI.
- Tom Verica como Al Swanson, ayudante del fiscal del distrito y excompañero de Cassie.
- Janni Brenn como Ms. Elder.
- John Vickery como el mánager del restaurante.
- Michael Canavan como Mr. Chechi.
- Krista Carpenter como Olivia Lake, la víctima.
- Neal Matarazzo como el oficial, aparece en flashback.
- Adilah Barnes como el técnico del laboratorio.
- Jim Jansen como el abogado.
- Paula Scarpino como la oficial, aparece en flashback.
- Brian Stepanek como el marshall.
- Sharon Madden como la doctora.
- John Doolittle como el técnico de huellas dactilares.
- Dennis Cockrum como un criminólogo en la casa de Ray Feathers.
- Eric Saiet como un criminólogo en la casa de Ray Feathers.
- Nancy Osborne como la madre de Richard Haywood.
- Ralph Seymour como el paramédico.
- Christine Healy como la madre de Justin Pendelton.
- Nick Offerman como el policía en la casa de Richard Haywood.
- Todd Leatherbury como el policía de la primera escena del crimen.
- Jason Flowers como un estudiante.
- JR Garcia como un joven.
- Melissa Greenfield como una estudiante.
- Michael Samluk como Carl Hudson.
- Valentin Siroon como una doctora.

## Producción

### Leopold & Loeb

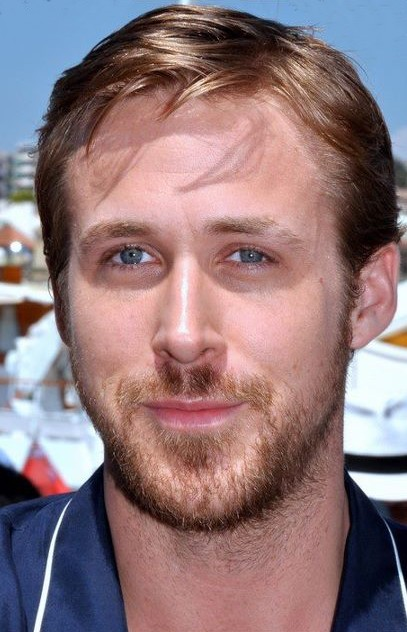
Ryan Gosling interpreta al adolescente que trata de cometer el crimen perfecto, cuyo personaje está ligeramente inspirado en Leopold.

La película se basa ligeramente en el crimen histórico cometido en Chicago en 1924 por Richard Loeb y Nathan Leopold. Ambos asesinaron a un adolescente de trece años solo por el placer de matar y demostrar que podrían salir impunes de cualquier situación. Loeb tenía 18 años cuando cometió el crimen, era hijo del vicepresidente de los almacenes Sears. Se graduó en la Universidad de Míchigan antes de cumplir los veinte años, convirtiéndose en el estudiante más joven de dicha escuela. Era un fanático de las novelas de crímenes. Leopold tenía 19 años cuando cometió el asesinato, era un especialista en ornitología reconocido en Estados Unidos y seguidor de las teorías de Friedrich Nietzsche. La productora Susan Hoffman declaró que «nuestras referencias sobre la inspiración para la película eran más contemporáneas. A sangre fría, la novela de Truman Capote, y los asesinatos ocurridos en Darmouth en el año 2000, en el que dos jóvenes mataron a dos profesores de universidad básicamente para experimentar la emoción».

### Rodaje
Barbet Schroeder declaró que «estaba entusiasmado por ofrecer a Sandra Bullock un papel que reviviera la tradición de las damas duras y complejas de los años cuarenta». La actriz, que cobró 15 millones de USD por su participación, señaló que «es uno de esos escasos papeles que merecen la pena. El film tiene una complejidad de la que carecen la mayoría de los guiones que me envía mi agente». El director iraní afirmó que lo que le atrajo de la historia fue que «son dos chicos de familia rica, que lo tienen absolutamente todo y que aun así sienten la necesidad de matar, de hacer daño, lo cual plantea una inquietante incógnita sobre la naturaleza humana y más aún sobre las generaciones jóvenes, saturadas de ocio y sin problemas reales a los que enfrentarse».
Ryan Gosling y Michael Pitt interpretan a los jóvenes asesinos. Gosling dijo que «uno tiene la bala y el otro la pistola. Por separado no son peligrosos pero cuando se juntan en una habitación y se dan cuanta de que uno posee lo que le falta al otro, la combinación es explosiva». Por su parte Pitt niega que haya atracción sexual entre ellos; «no creo que lo que hay entre ellos sea sexual, es más bien un fuerte magnetismo, una compenetración brutal», apostilló. Sandra Bullock, que también ejerce como productora ejecutiva, se mostró satisfecha con el resultado. «Es lo que queríamos, una película entretenida con trasfondo social. Mi trabajo como productora se limitó a escoger al director adecuado y asegurarme de que el guion se desarrollara en todo su potencial».
El rodaje comenzó el 27 de febrero y se extendió hasta el 21 de mayo de 2001. La filmación tuvo lugar en las localidades californianas de Altadena, Los Ángeles, Los Osos, Morro Bay y San Luis Obispo. La antigua casa junto al acantilado fue expresamente construida para la película y fue derribada una vez concluyó el rodaje. Las escenas que se desarrollan dentro de la escuela iban a ser filmadas en el instituto de la localidad de San Luis Obispo, pero el director del centro cambió de opinión antes de que se rodaran debido al contenido del guion. Hacia el final de la película Ryan Gosling lame la cara de Sandra Bullock, pero este gesto no estaba incluido en el guion; después de varias tomas Gosling preguntó a la actriz si estaría de acuerdo en hacerlo, con la finalidad de mostrar el trastorno del personaje.

## Recepción

### Taquilla
Murder by Numbers se estrenó el 19 de abril de 2002 en Norteamérica. Durante su primer día en exhibición sumó $2.9 millones convirtiéndose en la tercera opción más vista de la jornada. Proyectada en 2.663 salas la recaudación durante su primer fin de semana fue de $9.3 millones, con una media por sala de $3.495 dólares, quedando posicionada en la tabla por delante de The Rookie y por detrás de Changing Lanes. Acumuló casi $32 millones en Estados Unidos y Canadá. Fuera de las fronteras de América del Norte generó $24.7 millones. Alemania, con $4.2 millones fue el territorio donde mayor éxito comercial cosechó, seguido de Reino Unido con $3.4 millones y Francia con $2.3 millones. El millón fue superado en España con $1.5 millones y México con $1.4 millones y casi alcanzado en Italia con $0.98 millones y en los Países Bajos con $0.91 millones. Tras su exhibición mundial la película llegó al monto final de $56.7 millones. El presupuesto invertido en la producción fue de $50 millones.

### Respuesta crítica
Murder by Numbers recibió críticas mixtas. La película tiene un 31 % de comentarios positivos en Rotten Tomatoes basado en 125 reseñas con una media de 5.3 sobre 10 y con el siguiente consenso: «un predecible proceso de investigación que funciona mejor como una clase de aprendizaje que como un thriller». Metacritic, que asigna una media ponderada, otorgó a la cinta un 50 % de comentarios positivos basado en 35 reseñas de las cuales 14 catalogó como positivas. Roger Ebert escribió para el Chicago Sun Times que «Bullock hace aquí un buen trabajo luchando contra su natural simpatía». Peter Travers señaló para Rolling Stone que «Bullock... parece no tener otra idea en mente que hacer una tonta versión para la gran pantalla de la serie de televisión CSI».
Lisa Schwarzbaum la describió para Entertainment Weekly como «mediocre». Mark Caro sentenció para el Chicago Tribune que «el argumento de Murder by Numbers puede resultar familiar pero el director y Bullock hacen un buen trabajo llenándolo de color». Richard Roeper dijo: «Bullock está bien, el guion no». Moira MacDonald escribió para el Seattle Times que «no hay nada de malo en Murder by Numbers, es sólo que ya has visto todo esto antes». En España Omar Khan la puntuó con dos estrellas sobre cinco en la revista Cinemanía señalando que «no parece tener más pretensiones que las de entretener a novios aburridos una tarde de domingo». Manolo Marinero del diario El País la definió como «relativamente interesante, pero en algunos momentos se hace monótona».

### Premios y reconocimientos
| Año  | Premio                                  | Categoría                                                     | Persona(s)     | Resultado |
| ---- | --------------------------------------- | ------------------------------------------------------------- | -------------- | --------- |
| 2003 | Chicago Film Critics Association Awards | Most Promising Performer (también por The Believer)           | Ryan Gosling   | Candidato |
| 2003 | Young Artist Awards                     | Best Performance in a Feature Film - Supporting Young Actress | Agnes Bruckner | Candidata |